# رغل توتي
رغل توتي (الاسم العلمي:Atriplex semibaccata) هو نوع نباتي يتبع جنس الرغل من الفصيلة القطيفية.